# Портянко, Андрей Антонович
Андрей Антонович Портянко (1906—1945) — советский военнослужащий. Участник освободительного похода в Западную Белоруссию, Советско-финской и Великой Отечественной войн. Герой Советского Союза (1945, посмертно). Младший сержант.

## Биография
Андрей Антонович Портянко родился 23 февраля (10 февраля — по старому стилю) 1906 года в деревне Дубровка Сенненского уезда Могилёвской губернии Российской империи (ныне деревня Крупского района Минской области Республики Беларусь) в крестьянской семье. Белорус. Образование неполное среднее. До призыва на военную службу работал в колхозе. В 1939—1940 годах проходил срочную службу в рядах Рабоче-крестьянской Красной Армии. Участвовал в освободительном походе в Западную Белоруссию и Советско-финской войне. После демобилизации в 1940 году в числе переселенцев переехал в Сибирь. Жил в деревне Кореново Венгеровского района Новосибирской области. Работал в колхозе «Трудовик».
Вновь в Красную Армию А. А. Портянко был призван Венгеровским районным военкоматом Новосибирской области 20 июля 1941 года. Воевал на Западном фронте. В августе 1941 года в боях под Смоленском красноармеец А. А. Портянко был ранен осколком снаряда и попал в плен. Оправившись от ранения, весной 1942 года он бежал из лагеря для военнопленных на территории Белоруссии. Некоторое время прятался в деревне Дубровка у своей сестры, затем ушёл к партизанам. Сражался в 1-й Белорусской партизанской бригаде, которая действовала в Суражском, Городокском и Витебском районах Белорусской ССР. Был тяжело ранен в ноги и эвакуирован на «большую землю». После длительного лечения в госпитале города Смоленска в августе 1944 года Андрей Антонович получил назначение в 32-ю стрелковую дивизию 33-й армии 3-го Белорусского фронта и был зачислен рядовым во 2-й стрелковый батальон 113-го стрелкового полка. В конце августа 1944 года красноармеец А. А. Портянко участвовал в Каунасской операции, вскоре после завершения которой 32-я стрелковая дивизия была передана в состав 43-й армии 1-го Прибалтийского фронта.
Красноармеец А. А. Портянко дважды отличился при освобождении Советской Прибалтики в ходе Рижской и Мемельской операций. 22 сентября 1944 года Андрей Антонович проявил отвагу при выполнении боевого задания командования по овладению Рижским шоссе и отражении нескольких контратак противника. При прорыве немецкой обороны северо-западнее Шяуляя на мемельском направлении 5 октября 1944 года подносчик патронов расчёта станкового пулемёта красноармеец А. А. Портянко заменил раненого наводчика. Действуя умело и отважно, он точным огнём из пулемёта уничтожал огневые точки врага, чем обеспечил продвижение вперёд своего батальона. Боевые заслуги Андрея Антоновича были отмечены двумя медалями «За отвагу» и присвоением звания младшего сержанта.
С января 1945 года 32-я стрелковая дивизия участвовала в Восточно-Прусской операции в составе 43-й и 4-й ударной армий. В конце января 1945 года младший сержант А. А. Портянко участвовал в боях за город Мемель. Выбитые из города немецко-фашистские войска вынуждены были отступить на косу Курише-Нерунг, имевшую для немцев стратегически важное значение. Коса оставалась единственной сухопутной транспортной магистралью, связывавшей между собой Кёнигсбергскую, Мемельскую и Курляндскую группировки противника. Советское командование приняло решение перерезать шоссе Мемель — Кранц. С этой целью из подразделений 113-го стрелкового полка 32-й стрелковой дивизии был сформирован сводный штурмовой батальон под командованием капитана И. В. Полозкова. В задачу десанта входил захват плацдарма на косе Курише-Нерунг и его удержание до подхода основных сил. В ночь на 29 января 1945 года десантный штурмовой батальон преодолел по льду залив Куришес-Хафф севернее хутора Каирин и, захватив небольшой плацдарм у хутора Эрленхорст, занял круговую оборону. Ранним утром 29 января немцы нанесли по позициям десантников мощный артиллерийский и миномётный удар, после чего пошли в атаку, намереваясь окружить и уничтожить батальон Полозкова. Младший сержант А. А. Портянко, заняв удачную позицию на втором этаже каменного дома лесничего, огнём станкового пулемёта способствовал отражению пяти вражеских атак. Однако силы были слишком неравными. Во время шестой атаки немцам удалось потеснить позиции значительно поредевшего штурмового батальона советских десантников. В критический момент боя младший сержант А. А. Портянко зашёл во фланг наступающего противника и открыл по нему шквальный огонь из пулемёта. Прежде чем вражеская пуля оборвала его жизнь, он успел уничтожить до 100 немецких солдат.
Сводный батальон 113-го полка, несмотря на тяжёлые потери, удержал небольшой плацдарм на косе Курише-Нерунг до утра 30 января. Утром 30 января под прикрытием дымовой завесы залив форсировали основные силы 113-го стрелкового полка. К середине дня на косе сосредоточилась вся 32-я стрелковая дивизия. 31 января 1945 года был освобождён посёлок Шварцорт, а 1 февраля противник оставил Нидден. Коса Курише-Нерунг была полностью очищена от немецко-фашистских войск. Указом Президиума Верховного Совета СССР от 19 апреля 1945 года младшему сержанту Портянко Андрею Антоновичу было присвоено звание Героя Советского Союза посмертно. Первоначально А. А. Портянко был похоронен у хутора Каирин. Позднее его прах был перезахоронен в братской могиле советских воинов на воинском кладбище города Клайпеда, расположенном на углу парка имени М. Мажвидаса и улицы С. Даукантаса.

## Награды
- Медаль «Золотая Звезда» (19.04.1945, посмертно)
- Орден Ленина (19.04.1945, посмертно)
- Две медали «За отвагу» (30.09.1944; 15.10.1944)

## Память
- Имя Героя Советского Союза А. А. Портянко увековечено на мемориале, установленном на месте боя у хутора Алкснине Литовской Республики.
- Имя Героя Советского Союза А. А. Портянко увековечено на Аллее Героев у монумента Славы в городе Новосибирске.
- Имя Героя Советского Союза А. А. Портянко носят Дубровская средняя школа (деревня Дубровка Крупского района Минской области Республики Беларусь) и Паловская основная общеобразовательная школа (село Павлово Венгеровского района Новосибирской области Российской Федерации).
- Памятник А. А. Портянко в деревне Дубровка Крупского района Минской области Республики Беларусь.
- Именем Героя Советского Союза А. А. Портянко названа улица в посёлке Венгерово Новосибирской области Российской Федерации.
- Имя Героя Советского Союза А. А. Портянко носил рыболовный траулер РТМС-7544 Клайпедской базы тралового флота, дата постройки июль 1977 года, дата списания апрель 2006 года, ИМО 7706811[4].

## Документы
- Общедоступный электронный банк документов «Подвиг Народа в Великой Отечественной войне 1941—1945 гг.» Дата обращения: 15 января 2013. Архивировано из оригинала 13 марта 2012 года.

Представление к званию Героя Советского Союза и указ ПВС СССР о присвоении звания. Дата обращения: 15 января 2013. Архивировано 28 января 2013 года.
Медаль «За отвагу» (приказ о награждении от 30.09.1944). Дата обращения: 15 января 2013. Архивировано 28 января 2013 года.
Медаль «За отвагу» (приказ о награждении от 15.10.1944). Дата обращения: 15 января 2013. Архивировано 28 января 2013 года.
- Обобщенный банк данных «Мемориал». Дата обращения: 15 января 2013. Архивировано из оригинала 10 мая 2012 года.

ЦАМО, ф. 58, оп. 18003, д. 217.
ЦАМО, ф. 58, оп. A-65865, д. 7.